# Lindy hop
Pour les articles homonymes, voir Lindy et Hop.

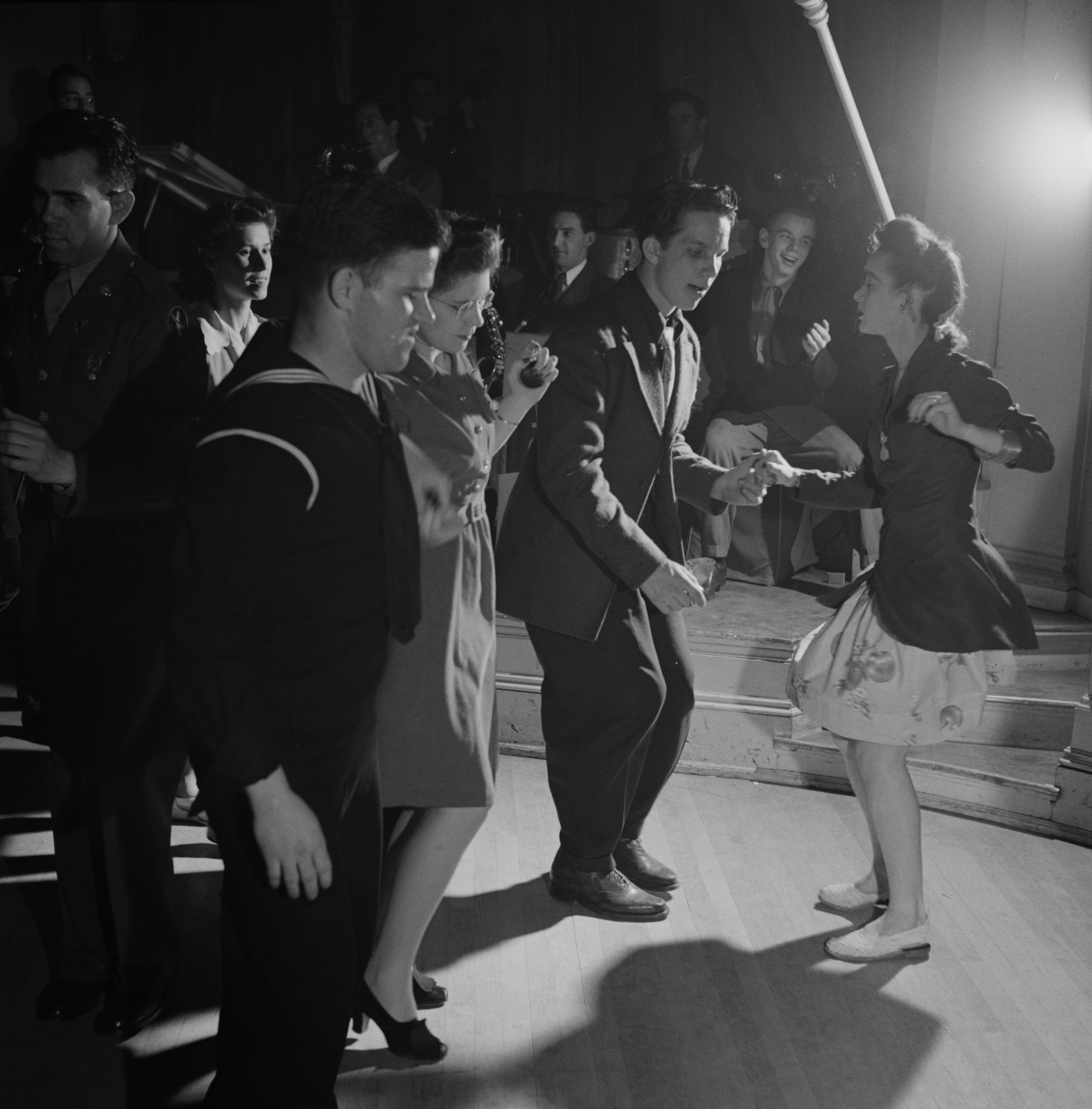
Danseurs de Lindy hop à Washington en avril 1943.

Le Lindy hop est une danse de société afro-américaine ayant émegée au milieu des années 1920 dans le quartier de Harlem, à New York, aux États-Unis. Ce quartier, majoritairement noir et ségrégué, est le théâtre de la Harlem Renaissance, un moment d’effervescence culturelle et politique ayant permis à de multiples voix noires américaines d’émerger dans des domaines tels que la littérature et les arts. 
Le Lindy hop est une des danses qui ont émergé de la musique swing, courant du jazz en vogue à cette époque. Il s’est en particulier déployé à partir de l’ouverture du Savoy Ballroom en 1926. Ce club se voulait un lieu raffiné et non discriminatoire, contrairement aux autres clubs qui pratiquaient la ségrégation. Là bas, le Lindy hop côtoie de nombreuses autres danses de société,. Le Lindy hop est, à cette époque, un espace de libération pour une population opprimée par la société et le racisme. Il baigne en effet dans une histoire profondément marquée par la ségrégation de la population noire aux États-Unis : d’abord par l’expérience fondatrice de l’esclavage mais aussi par celle des lois Jim Crow, mises en place pour entraver les droits des personnes noires après la Guerre de Sécession. Les différentes images du Lindy hop, produites majoritairement par le cinéma, ne permettent pas systématiquement d’avoir conscience de ces enjeux. 
Le Lindy hop connaît un regain de popularité et de médiatisation à partir des années 1980, à la suite de la forte implication de plusieurs danseurs et danseuses ayant participé à son développement pendant l'ère swing, comme Frankie Manning, Norma Miller et Al Minns. Il existe aujourd’hui de nombreuses scènes où le Lindy hop existe et se transforme dans le cadre d’événements festifs locaux et internationaux, de la Corée à l’Ouganda en passant par la Suède, la France, l’Australie ou la Lituanie. Cette culture a été préservée et transmise tout en évoluant avec son temps, se révélant parfois aux prises avec des sujets contemporains comme le racisme et l’appropriation culturelle jusqu’à la notion d’ethnocide.

## Histoire

### Origines

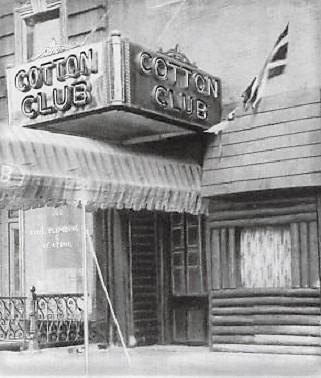
Entrée du Cotton Club en 1930.

Entre 1910 et 1950, Harlem est un lieu où les gens de tous horizons, toutes couleurs et toutes classes se réunissent. Le Cotton Club présente des artistes noirs et accueille la riche clientèle blanche et glamour pendant que la salle de bal « Savoy », ouverte en 1926, accueille la clientèle plus modeste, à forte proportion noire. Le Savoy est malgré tout l'une des rares salles de bal intégrée, c'est-à-dire ouverte aux blancs et aux noirs. Le Savoy est le haut lieu de la danse à Harlem et accueillait l'élite des danseurs dont la troupe des Whitey's Lindy Hoppers. Le swing et le Lindy hop évoluent parallèlement dans ces salles de bal et principalement au Savoy.
Dans les années 1910 et 1920, dans tous les vaudevilles, les professionnels montraient leurs talents au travers des claquettes et autres danses de cette période. Dans les années 1920 et 1930, les salles de bal américaines sponsorisèrent des concours de danse, au cours desquels les danseurs improvisaient et inventaient de nouveaux pas. C'est dans ce milieu que naquit le Lindy hop. Le 21 mai 1927, Charles Lindbergh vient de traverser l'Atlantique, c'est le grand saut, « le big hop ». C'est un événement mondial qui se fête partout dans le monde, notamment au Savoy. C'est à ce moment qu'un journaliste vient interviewer le meilleur danseur de l'époque (Georges « Shorty » Snowden (en)), pour savoir ce qu'il dansait. Cependant, cette danse n'avait pas de nom particulier, et en hommage à « Lindy » (Charles Lindbergh) et à son « hop » (« saut ») par-dessus l'Atlantique, ce dernier répondit qu'il dansait le Lindy hop,,.
Le Lindy hop est popularisé à travers tous les États-Unis par une troupe de danse professionnelle, les Whitey's Lindy Hoppers, dont les membres les plus connus sont Frankie Manning, Al Minns et Leon James. Ces danseurs apparaissent dans des films comme Un jour aux courses (1937) et Hellzapoppin' (1941).
Le Lindy hop apparaît pour la première fois à Paris en juin-juillet 1937 dans « the Cotton Club Revue » avec l'orchestre de Teddy Hill.

### Période contemporaine
Le Lindy hop continue à évoluer aujourd'hui. Après une phase sombre entre 1950 et 1980, il réapparait dans les années 1980 grâce à l'énergie de plusieurs groupes : les Harlem Hot Shots (Suède), la New York Swing Society (États-Unis) et les Jiving Lindy Hoppers (Angleterre). Aujourd'hui on danse à nouveau le Lindy hop dans tous les États-Unis et dans le monde entier.
En France, les principales scènes de Lindy hop sont Paris, Tours, Toulouse, Montpellier, Grenoble, Strasbourg et Aix-en-Provence,,,. De nombreux festivals y sont organisés tout au long de l'année,. En Belgique, les principales scènes de Lindy hop sont Gand, Bruxelles, Anvers, et Liège.

## Danse
Le Lindy est une danse riche et diversifiée. Le Lindy se danse sur des musiques Swing, avec un tempo allant de 20 à 70 mesures par minute (MPM). Le Lindy hop est l'ancêtre du rock qui s'en rapproche par le style musical et le pas de base. Cependant, là où le rythme du rock est plus carré, le Lindy se rapproche du boogie-woogie avec un style « swingué », arrondi.

### Scènes typiques

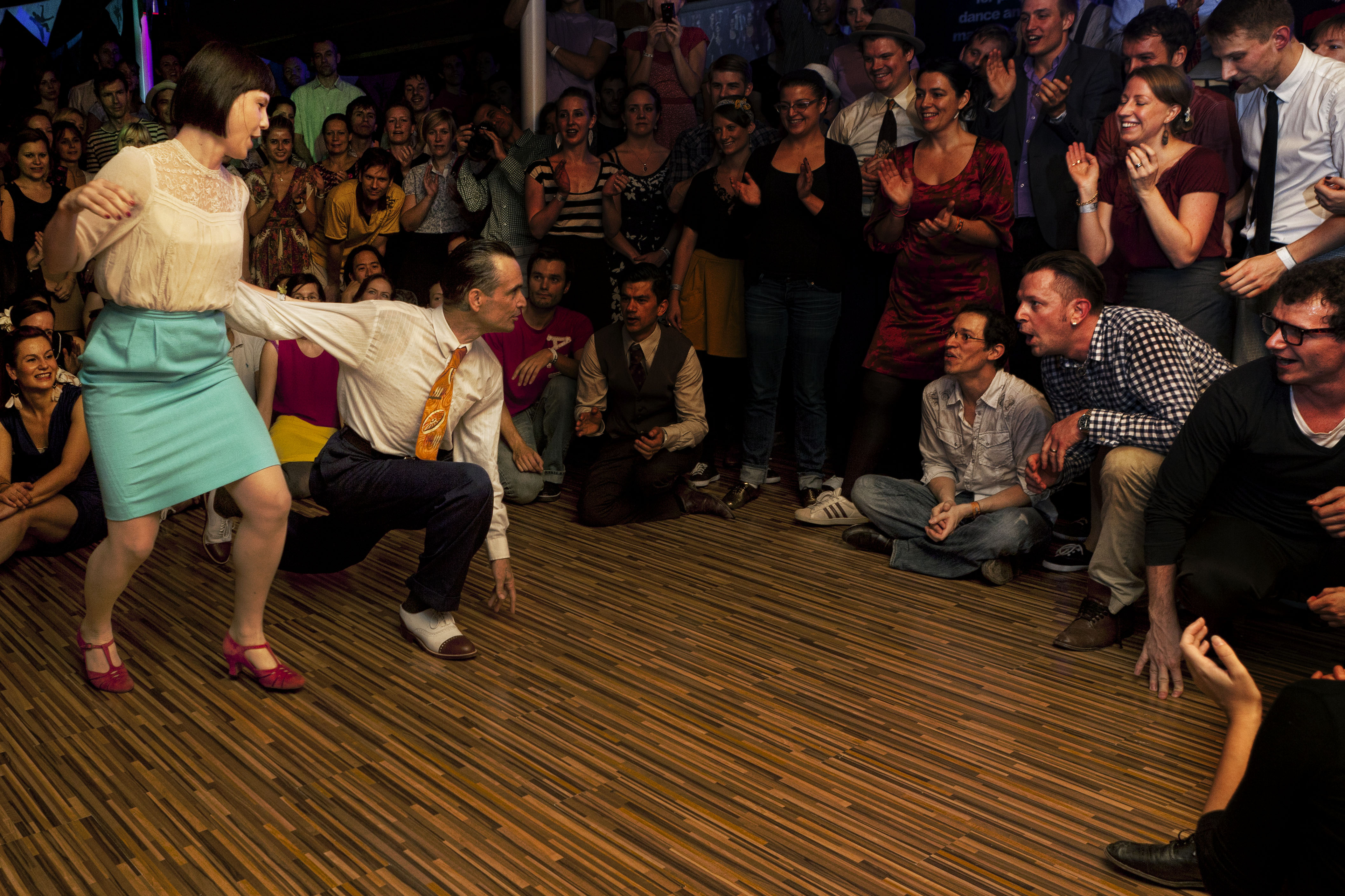
Katja Hrastar et Peter Loggins dans une jam Lindy hop 2011, à Budapest, en Hongrie.

La « jam » est l'arène formée par un attroupement de danseurs laissant vide un espace circulaire. Alors, à tour de rôle, des couples de danseurs se lancent pour faire le show. La jam se forme en général sur des musiques très rapides (où le tempo « dope » les danseurs). La jam est un moment de convivialité qui se retrouve aussi dans d’autres danses (notamment en hip-hop). La jam se forme également à l’occasion de l’anniversaire d’un danseur ou d’une danseuse, qui se voit invité pour une danse par une succession de partenaires. Enfin, la jam est aussi un moyen pour les danseurs de remercier un orchestre lorsque celle-ci se forme près de la scène. Il y a alors un véritable échange entre musiciens et danseurs.
Il existe des variantes de danse comme la danse des voleurs, la boule de neige et le shim sham. Le principe de la danse des voleurs est très simple : « si t’es seul, va prendre le/la partenaire d’un autre danseur ! ». Le danseur dépossédé de sa partenaire va alors se rapprocher d’un autre couple et y subtiliser avec plus ou moins de finesse la cavalière (inversement pour les danseuses).
La boule de neige se fait sur une musique où deux danseurs commencent à danser, et lorsque le speaker annonce « snow-ball », le couple se sépare et va inviter deux autres danseurs. Au snow-ball suivant, il y aura huit danseurs sur la piste et ainsi de suite, tout le monde se met à danser. Le speaker peut aussi annoncer des « freeze » : tout le monde se fige alors en attendant que le speaker demande de repartir.
Le shim sham est une danse en ligne. Il en existe plusieurs types. Celui de Frankie Manning est le plus connu et souvent, au cours d’une soirée sur la musique du shim-sham de Manning, les danseurs se mettent alors à faire la chorégraphie. C'est également un moyen de remercier un orchestre. Les danseurs font alors tous face à ce dernier.

### Suivre et guider
Suivre et guider se font au moyen de 4 éléments :
- le rythme : On parle[style à revoir] de bounce qui est un léger rebond vers le sol au niveau du bassin avec les talons légèrement relevés. Un premier rythme marque le tempo de la musique et un deuxième accentue les temps forts de la musique, le plus souvent les temps pairs dans le swing ou blues. Le rythme permet de danser ensemble. Suivant les musiques, les accents peuvent être plus ou moins prononcés et chaque danseur peut ajouter des accents.
- le mouvement du corps, transmis au partenaire par les mains et les bras au travers de la connexion. Il peut y avoir différents guidages, uniquement avec les bras, le danseur ne va pas bouger et donner les directions en bougeant uniquement les bras. En Lindy, le plus souvent, le danseur engage tout son corps et transfère son poids, même si cela n'est pas toujours visible.
- le regard (placement spécifique du corps du partenaire)
- l'oreille (écoute de la musique)

Si le regard et l’oreille permettent d’exclure certains guidages (on ne marque pas de break en plein solo), c’est à travers du mouvement du corps et de la main que va passer la grande majorité de l’information. Cette information est souvent très complexe et doit passer instantanément entre les deux partenaires. C’est pourquoi les Lindy-hoppers se tiennent :
- la main en position « baise-main » (pour pouvoir bouger plus facilement la main de la danseuse et avoir une bonne prise de main)
- le bras à angle droit « tonique » (ni crispé, ni mou, ni trop en extension pour que toute l’information passe)
- le buste tenu (une pression sur la main de la danseuse doit obligatoirement la faire reculer ou tourner)
- en léger contrepoids l’un par rapport à l’autre, assurant la connexion entre les deux danseurs et une position légèrement fléchie (augmentation de la stabilité, abaissement du centre de gravité).

Le Lindy hop met l'accent sur la communication entre partenaires, le mouvement qui a pour conséquence la « connexion », la sensation de tension musculaire entre le danseur et la danseuse. La connexion permet au cavalier de faire effectuer à la cavalière diverses variations, des modifications des pas de la danseuse ou de ses déplacements. La connexion est le fruit de l'adaptation entre danseur et danseuse : pour avoir une position stable et équilibrée, la connexion doit avoir la même force de part et d'autre. Lorsque la danseuse est lâchée par le danseur, elle est libre d'effectuer toute variation qu'elle juge appropriée. D'autre part, la cavalière peut aussi « prendre le guidage » en donnant une information par l'intermédiaire de la connexion, et inverser les rôles : elle décide de ses mouvements et de ceux du cavalier.
Si traditionnellement le Lindy hop est dansé par un homme et une femme (danseur - danseuse, cavalier - cavalière), c'est une danse très ouverte permettant de nombreux changements de genre. Ainsi deux hommes ou deux femmes peuvent danser ensemble et une femme peut guider un homme. Pour plus de simplicité, on parle donc plutôt de « leader » et « follower » (parfois « followeuse »), de manière à être plus inclusif.

### Variations ou mouvements

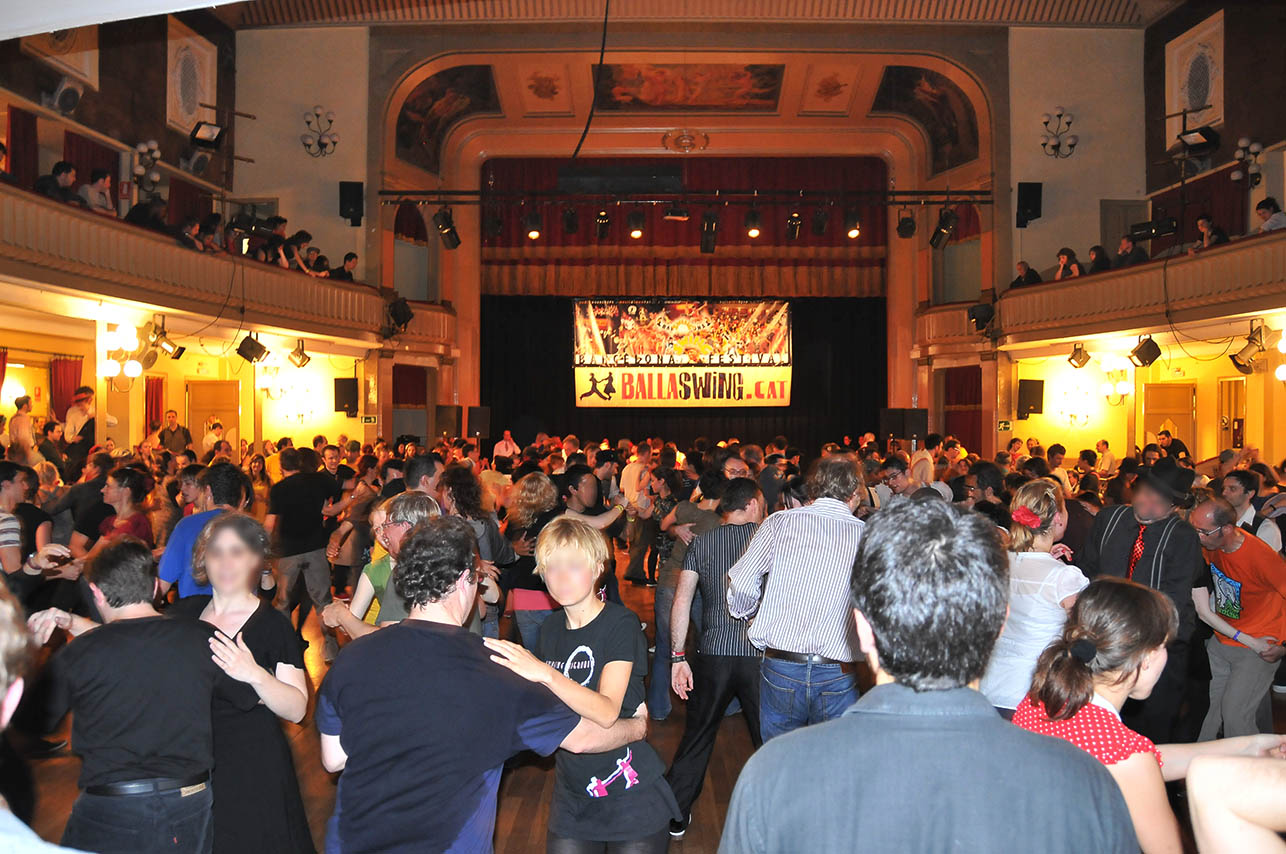
Soirée Lindy hop à Barcelone (2010).

Les variations ou mouvements en Lindy sont extrêmement variées, cependant, on retrouve toujours certains noms classiques. Chaque variation pouvant être exécutée de manière différente avec plus ou moins de rotation, sur des temps ou durées différentes, avec des styles différents. Certains noms peuvent varier selon les professeurs, les écoles ou les pays.
- Swing out : séparation du couple (départ en couple arrivée séparée)
- Turn (lindy-) : aller-retour (départ séparé, aller-retour du follower autour du leader, arrivée séparée)
- Circle : reformation du couple (départ séparé, arrivée en couple)
- Tuck Turn: compression de la danseuse vers le danseur puis passage sous le bras du danseur.
- Basic Charleston : kicks (Leader : back step, kick pied gauche, pose, kick pied droit, retiens, léger kick arrière droit, pose pied droit. Follower : symétrique)
- Charleston slide : charleston jusqu'à 4, à 5 on pose le PDG (Pied droit leader) et PGF (Pied gauche follower) en arrière en fait glisser (slide) l'autre pied
- Charleston stop and go :
- Tandem : mouvement spécifique (le follower se retrouve devant le leader ou l'inverse et ils font les pas du charleston)
- Texas Tommy : le leader met le bras de sa partenaire dans son dos (dos de la partenaire) et la fait tourner sur place
- Basket: le leader amène le follower à sa droite et la fait revenir en tournant en sens inverse…
- Balançoire : début comme le charleston sur 4 premiers temps, suivi de deux mouvements arrière / avant du couple
- Yo yo : Aller retour de la danseuse, cela peut être un enroulé puis déroulé avec des rotations de la danseuse ou bien un aller retour en face a face
- Sugar Push
- Break Push
- Inside Turn : dans un swing out 8 temps, La danseuse tourne dans le bras gauche du danseur à 5 et 6.
- Outside Turn : dans un swing out 8 temps, La danseuse tourne sur la droite à l'extérieur à 5 et 6, avec ou sans le bras du danseur.
- Barrel Turn
- Boomerang
- Ninja Throw
- Rock n go

### Symbiose avec la musique
Le Lindy est basé sur l'écoute de la musique : une musique très dynamique sera dansée de manière exubérante et rapide, un blues calme de manière très intime. Lorsqu'une phrase musicale monte, le cavalier doit ouvrir sa danse, et la fermer lorsque la phrase descend. De plus, les 8 temps du pas de base doivent correspondre aux 8 temps de la phrase musicale. Cette phrase se repère souvent par un double coup de caisse claire (ou de charleston) lorsqu'elle se termine (temps 7 1/2 et 8, souvent prolongés par un coup sur le 1 lors des breaks).
Danser avec la musique permet d’avoir toujours sa variation qui commence et finit avec la phrase musicale, ce qui est très agréable et très pratique lors d’un break.

### Breaks

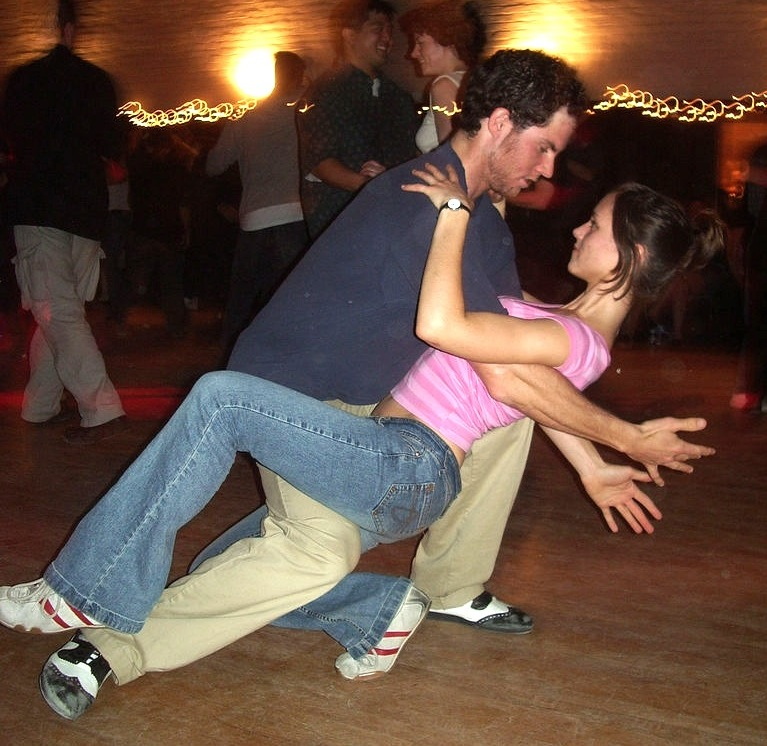
Tomber sur un break en Lindy hop.

Les danseurs marquent aussi les breaks dans la musique (un break est une interruption passagère de la musique généralement du temps 1 au temps 8). Ces breaks sont annoncés par un coup de caisse claire faisant « taire » tous les autres instruments lors de la fin d’une structure musicale (fin d’une intro, fin d’un couplet, fin d’un refrain, fin du morceau), et la mise en valeur d’une phrase (chantée ou jouée), en général pour le refrain.
Le break doit être repéré par au moins un des deux danseurs. Ensuite une interprétation du break aura lieu, non seulement selon la musique, mais aussi selon l’interprétation du partenaire (improvisation).